# Kid A Mnesia Exhibition
Kid A Mnesia Exhibition é um jogo de exploração de 2021 publicado pela Epic Games para macOS, Windows e PlayStation 5. Ele serve como uma exibição digital de música e arte criada para os álbuns Kid A (2000) e Amnesiac (2001) do Radiohead. Foi desenvolvido pela Namethemachine, Arbitrarily Good Productions e Epic Games em colaboração com Thom Yorke, o vocalista do Radiohead, o produtor do Radiohead, Nigel Godrich e o artista de covers do Radiohead, Stanley Donwood.
Kid A Mnesia Exhibition foi concebida como uma obra de instalação artística física, mas foi cancelada por problemas logísticos e pela pandemia de COVID-19. Foi anunciado junto com o álbum de compilação Kid A Mnesia e lançado em 18 de novembro de 2021 como um download gratuito. Recebeu críticas positivas, com os críticos elogiando sua interseção de música, arte e tecnologia.

## Conteúdo
Kid A Mnesia Exhibition é um jogo de exploração baseado na música e arte dos álbuns Kid A (2000) e Amnesiac (2001) do Radiohead. Os jogadores se movem por um museu virtual, examinando obras de arte e ouvindo músicas e sons dos álbuns. The New Yorker descreveu o museu como "uma catedral brutalista cheia de corredores bizantinos, salas majestosas, fileiras de televisões de tubos de raios catódicos vibrantes e tapetes de páginas de caderno de esboços esvoaçantes". Os jogadores não podem morrer e não há inimigos, sistema de pontuação e níveis para completar.

## Desenvolvimento
Kid A Mnesia Exhibition foi concebido como uma obra de instalação artística física a ser construída a partir de contêineres e exibida em cidades ao redor do mundo. O cantor do Radiohead, Thom Yorke, e o artista Stanley Donwood, que juntos criaram a capa dos álbuns do Radiohead, imaginaram uma "enorme construção vermelha" que pareceria "como se uma espaçonave brutalista tivesse caído na arquitetura clássica... Esta espantosa carapaça de aço seria inserida no tecido urbano de Londres como um picador de gelo em Trotsky."
A construção foi inicialmente planejada para o Museu Vitória e Alberto em Londres, mas não caberia. O plano mudou-se para o Royal Albert Hall, mas foi rejeitado pelo Conselho da Cidade de Westminster. O plano acabou sendo cancelado pela pandemia de COVID-19 e o foco mudou para a criação de uma exposição digital. Nas palavras de Yorke e Donwood, isso significava que a exposição "não precisava obedecer a nenhuma regra normal de uma exposição. Ou realidade."
Kid A Mnesia Exhibition foi desenvolvido ao longo de dois anos pela Namethemachine e Arbitrarily Good Productions com Yorke, Donwood e o produtor do Radiohead, Nigel Godrich, que contribuiu com o design de som. A equipe incluiu o artista e diretor criativo Sean Evans, a cenógrafa de teatro Christine Jones e o produtor Matthew Davis, chefe da Namethemachine. A equipe teve como princípio orientador não expor nenhum trabalho novo; de acordo com uma postagem no blog de Yorke e Donwood, tudo na exibição veio de material feito enquanto o Radiohead gravava Kid A e Amnesiac.

## Lançamento
Kid A Mnesia Exhibition foi anunciada em 9 de setembro de 2021. Foi lançado como um download gratuito para macOS, Windows e PlayStation 5 em 18 de novembro de 2021. Itens promocionais do Radiohead foram lançados para os jogos multiplayer Rocket League, Fall Guys e Fortnite.

## Recepção
Jay Peters, do The Verge, escreveu que Kid A Mnesia Exhibition estava "cheia de quartos incrivelmente bonitos" e "vale a pena conferir como uma expressão muito literal da ideia de que videogames podem ser arte". A NME escreveu que foi uma "viagem solo profundamente bela através do que parece ser um deserto apocalíptico, antes que pequenos bolsões de beleza se mostrem em lugares inesperados, saindo da escuridão". The New Yorker nomeou Kid A Mnesia Exhibition como um dos melhores jogos do ano, escrevendo que "provoca exploração, reflexão e uma nova forma de ouvir".